# Sichuan

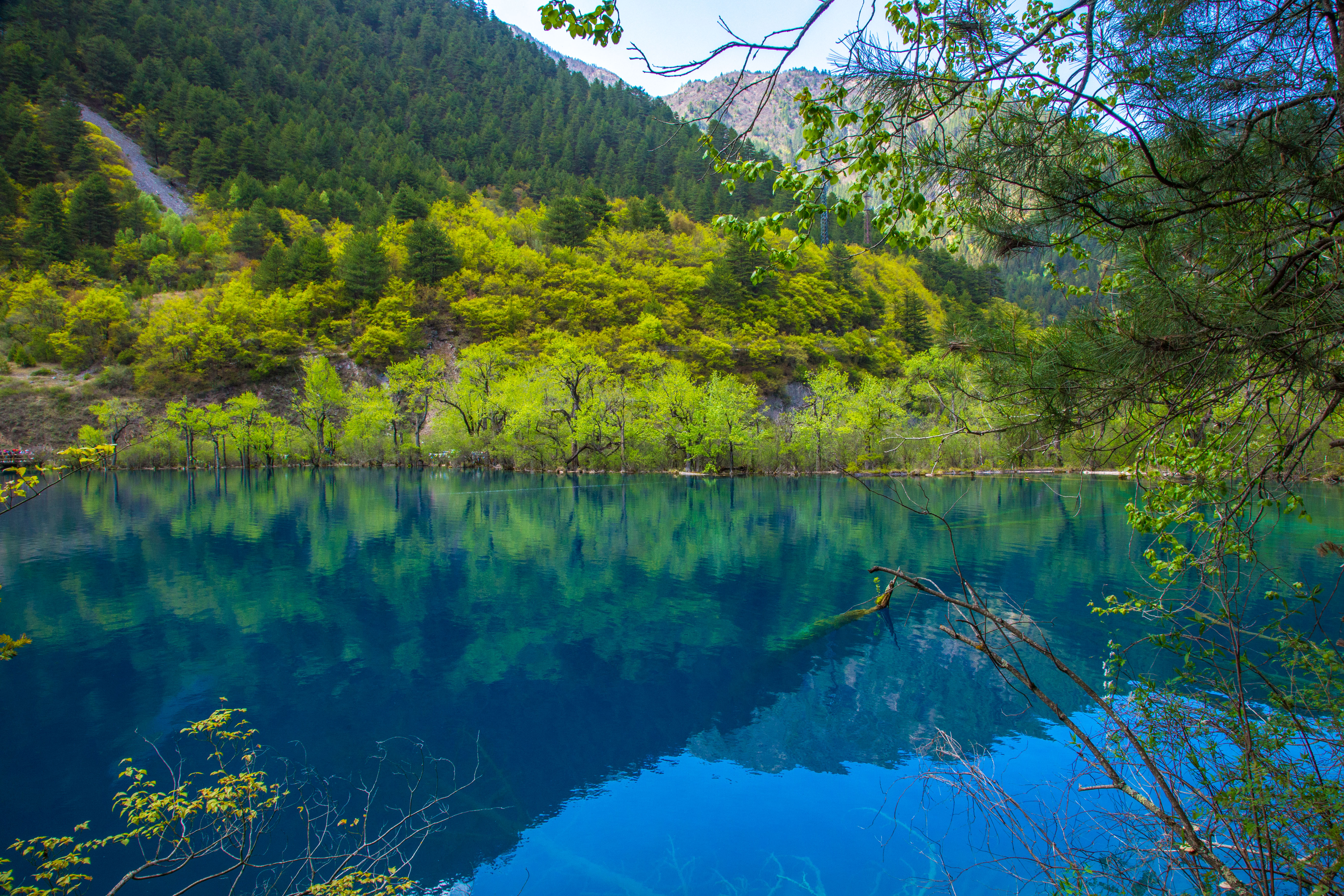
Lacul Tigrilor din Jiuzhaigou

Sichuan (/sɪtʃˈwɑːn/; romanizat alternativ ca Szechuan sau Szechwan) este o provincie fără ieșire la mare din sud-vestul Chinei, care ocupă cea mai mare parte a bazinului Sichuan și cea mai estică parte a Podișului Tibetan între râul Jinsha la vest, Munții Daba la nord și Podișul Yungui la sud. Capitala Sichuanului este Chengdu. Populația sa se ridică la 83 de milioane. Sichuanul se învecinează cu Qinghai la nord-vest, Gansu la nord, Shaanxi la nord-est, Chongqing la est, Guizhou la sud-est, Yunnan la sud și Regiunea Autonomă Tibet la vest.
În antichitate în Sichuan se aflau statele Ba și Shu. Cucerirea lor de către statul Qin l-a întărit și i-a deschis calea spre unificarea Chinei de către Qin Shi Huang din dinastia Qin. În timpul erei celor Trei Regate, statul Shu al lui Liu Bei își avea centrul în Sichuan. Zona a fost devastată în secolul al XVII-lea de rebeliunea lui Zhang Xianzhong și de cucerirea ulterioară a zonei de manciurieni, dar și-a revenit ca să devină spre secolul al XIX-lea una dintre cele mai productive zone ale Chinei. În timpul celui de-al Doilea Război Mondial Chongqing era capitala temporară a Republicii Chineze, atrăgând bombardamentele japoneze asupra sa. A fost una dintre ultimele zone continentale capturate de Armata Populară de Eliberare în timpul Războiului Civil Chinez și a fost împărțită în patru părți din 1949 până în 1952, Chongqing fiindu-i restituit doi ani mai târziu. A suferit grav în timpul Marii Foamete din China din 1959–61, dar a rămas cea mai populată provincie a Chinei până când municipalitatea Chongqing a fost din nou separată de ea în 1997.
Chinezii Han din Sichuan vorbesc dialectele sichuaneze ale chinezei mandarine. Ardeiul iute de Sichuan este baza bucătăriei moderne din Sichuan, felurile căreia, precum puiul Kung Pao și mapo tofu, au devenit elementele de bază ale bucătăriei chinezești din întreaga lume.
În 1950 provincia Xikang a fost dizolvată, iar teritoriul său a fost împărțit între nou-înființata Regiune Autonomă Tibet și provincia Sichuan. Partea de vest și nord-vest a Sichuanului este formată din zone autonome tibetane și qiang.
Există multe stațiuni de panda în provincie și rezervații mari pentru aceste animale.

## Orașe
- Chengdu (成都市),
- Zigong (自贡市),
- Panzhihua (攀枝花市),
- Luzhou (泸州市),
- Deyang (德阳市),
- Mianyang (绵阳市),
- Guangyuan (广元市),
- Suining (遂宁市),
- Neijiang (内江市),
- Leshan (乐山市),
- Nanchong (南充市),
- Meishan (眉山市),
- Yibin (宜宾市),
- Guang'an (广安市),
- Dazhou (达州市),
- Ya'an (雅安市),
- Bazhong (巴中市),
- Ziyang (资阳市),
- District autonom din Tibet Ngawa si Qiang (阿坝藏族羌族自治州 Ābà Zàngzú Qiāngzú Zìzhìzhōu),
- District autonom din Tibet Garzê  (甘孜藏族自治州 Gānzī Zàngzú Zìzhìzhōu),
- District autonom Liangshan, Yi (凉山彝族自治州 Liángshān Yízú Zìzhìzhōu), Capitala: Xichang (西昌市).